# Confrerie Pictura

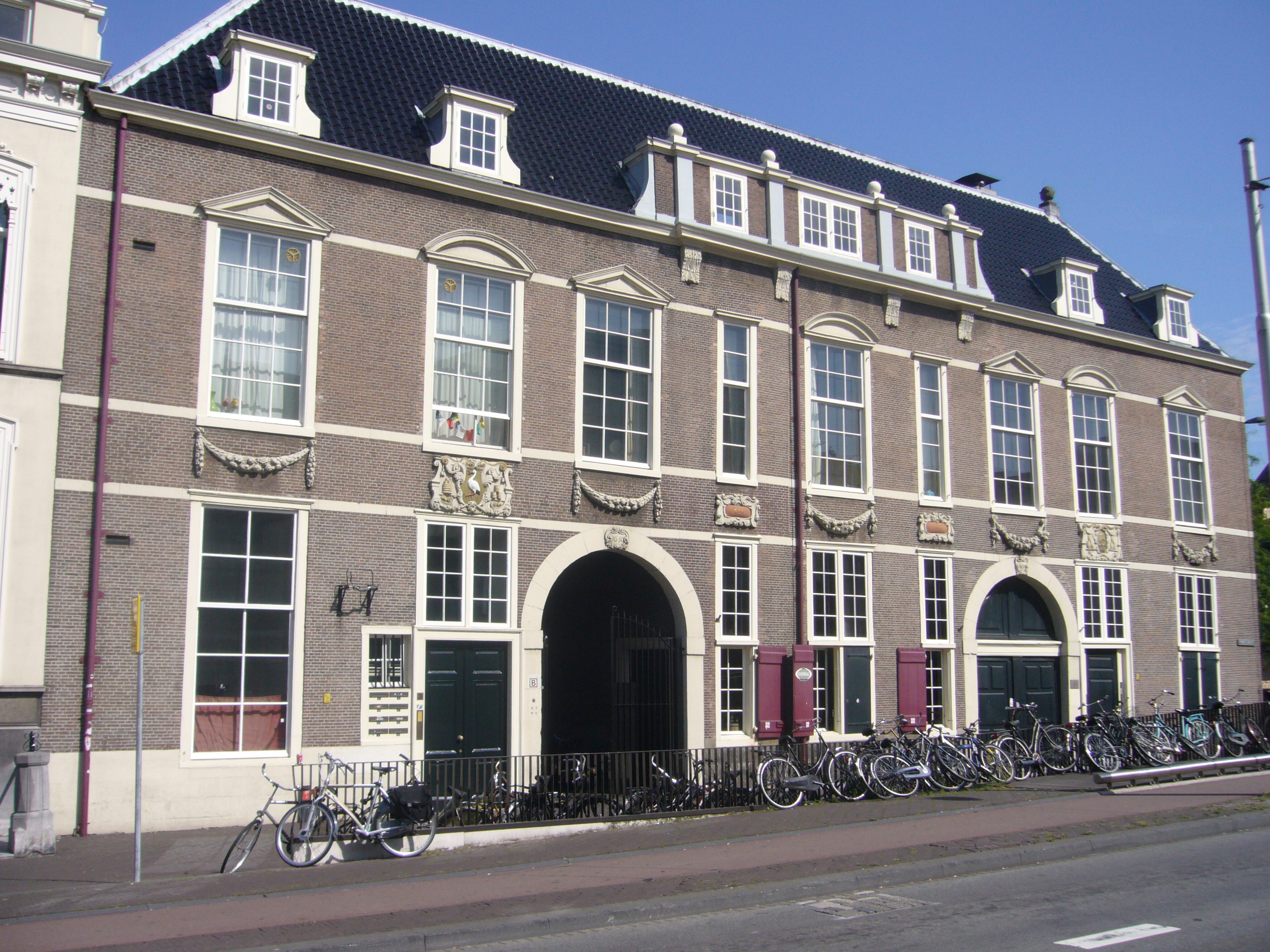
Budova Boterwaag na Prinsegracht v Haagu. Vlevo původní budova z roku 1650 s labutí nade dveřmi.

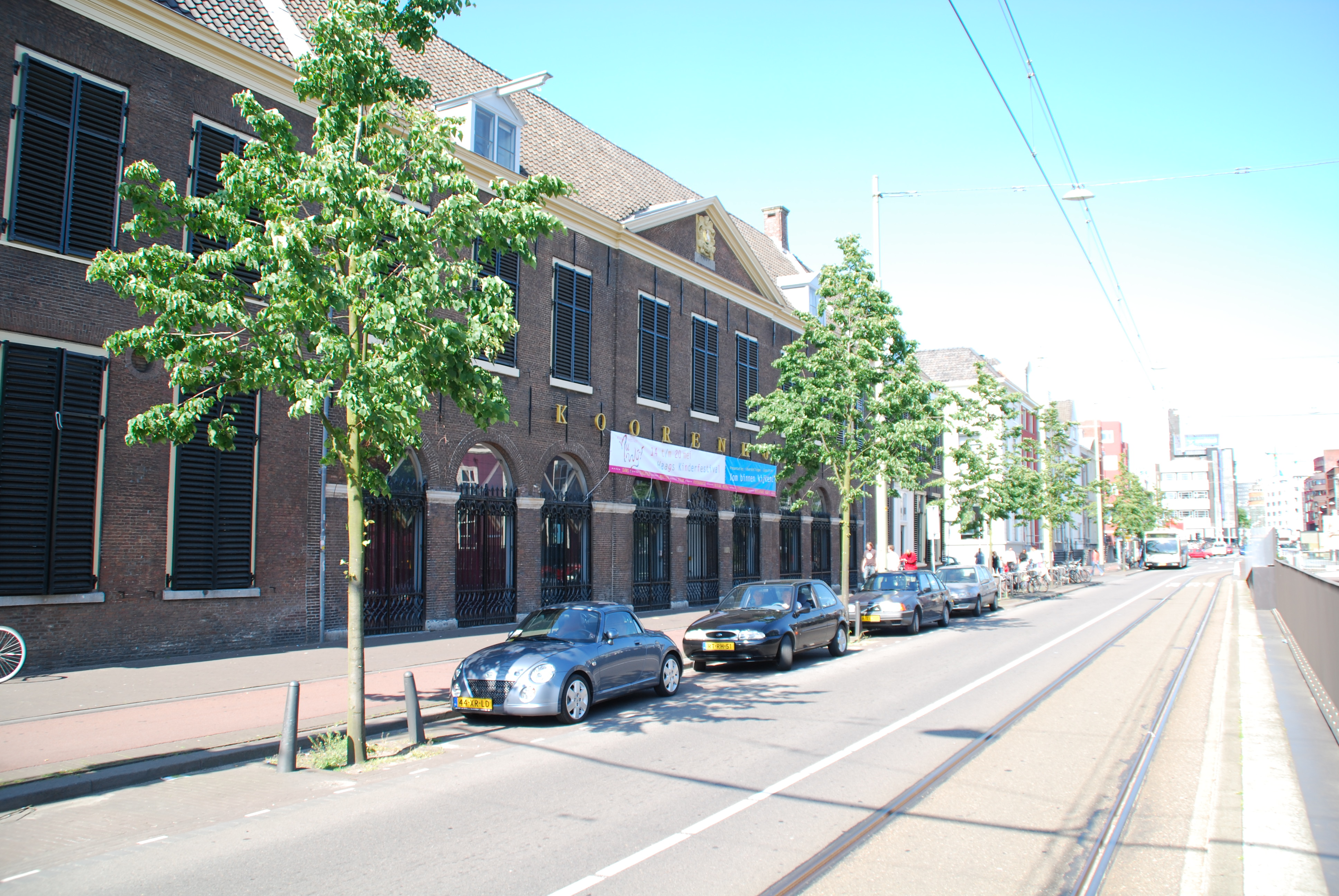
Budova Koorenhuis na Prinsegracht 27, postavená 1662-1663, nyní umělecké centrum.

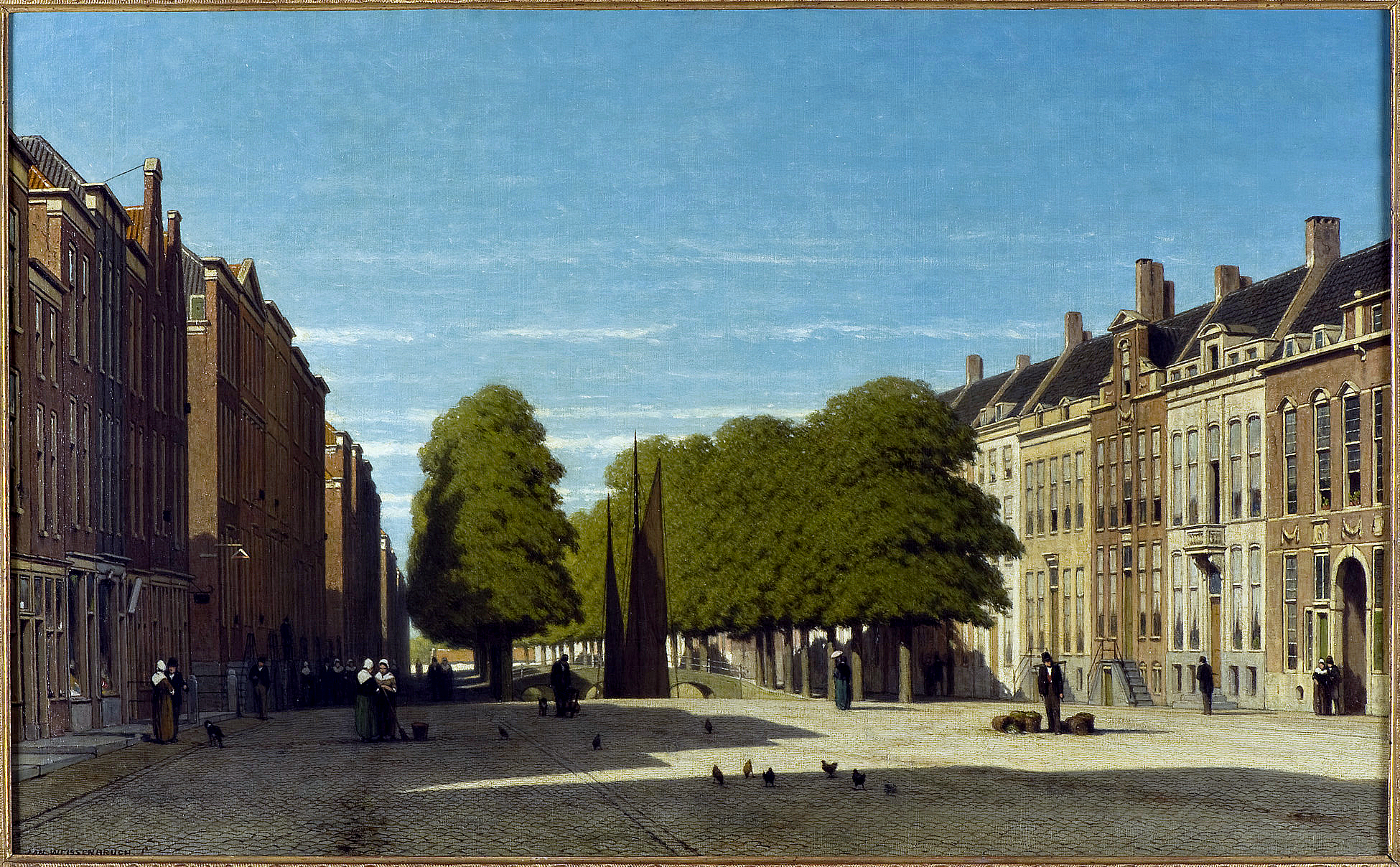
Jan Weissenbruch, Prinsegracht v Haagu, asi 1850

Confrerie Pictura byl více či méně akademickým klubem umělců založeným v roce 1656 v Haagu umělci nespokojenými s uměleckým spolkem Cech svatého Lukáše.

## Historie
Gilda Cech svatého Lukáše v Haagu existovala už v 15. století a stejně jako ve většině velkých nizozemských měst se starala nejen o malíře, ale také o brusiče skla, rytce, sochaře, zlatníky, tiskaře a prodejce knih. V té době měly cechy v kostelech vlastní oltáře, v případě cechu malířů byla jejich sponzorem církev. Někdy dokonce cechy zajistily příjmy pro církevní otce prostřednictvím darů na oltář Svatého Lukáše. Po protestantské reformaci se to všechno změnilo a církve již nebyly součástí života cechu. Zmizely oltáře, které byly tradičně veřejnou vývěsní tabulí pro umělce, a tak bylo potřeba najít nové místo nezbytné pro prodej jejich děl. Navíc, s přílivem talentovaných malířů z jižních nizozemských měst, jako například z Antwerp, usoudili představitelé cechu, že je třeba více ochranných opatření pro domácí umělce. Při zajištění nové ochranné charty pro Cech svatého Lukáše se nepodařilo dosáhnout požadovaného efektu a tak vzniklo společenství Confrerie Pictura, zastupující 48 nespokojených malířů. Nejprve je vedl děkan a populární haagský malíř portrétů Adriaen Hanneman. Mezi zakladateli byli Willem Doudijns (1630–1697), Jacob van der Does (1623–1673), Jan de Bisschop (1628–1671), Theodor van der Schuer (1634–1707), Dirck van der Lisse (1607–1669), Daniel Mijtens mladší (1644–1688), Johannes Mytens (kolem 1614–1670), Willem van Diest (kolem 1600–kolem 1678), Adriaen van de Venne (1589–1662), Robbert Duval (1639–1732), Joris van der Haagen (kolem 1615–1669) a Augustinus Terwesten (1649–1711).

## Listina z roku 1656
Cílem společnosti Confrerie Pictura bylo ochránit malíře pracující v Haagu a posílit práva jejích členů. Cechy stanovily přísná pravidla nejen pro omezení toho, co bylo považováno za nekalé obchodní praktiky, ale i pro své vlastní členy. Příkladem je například povinnost účastnit se pohřbu zemřelých členů. Skupina Confrerie Pictura měla 28 pravidel. Jedním z důležitých pravidel byla povinnost členů vystavovat své práce v zasedací místnosti spolku. Jakmile bylo dílo prodáno, muselo být nahrazeno novým. Společnost se scházela v budově Boterwaag na Prinsegracht, kde se původně obchodovalo s máslem. Nájemné bylo uhrazeno darem městské radě. Confrerie byla řízena diakonem (deaconem), třemi guvernéry (hoofdmannen) a sekretářkou, kteří byli vybíráni každé dva roky haagskými magistrátními úředníky.

## Haagská kreslířská akademie
V roce 1680 Confrerie dostala poněkud lepší místo. Měla nyní čtyři oddělené místnosti v horním patře budovy Koorenhuis na Prinsegracht, kde se obchodovalo s pšenicí. V roce 1682 se několik členů Confrerie rozhodlo založit řádnou uměleckou školu nazvanou Haagská kreslířská akademie, nizozemsky Haagsche Teekenacademie. Zakladateli byli Willem Doudijns, Daniel Mijtens mladší, Augustine Terwesten, Theodor van der Schuer a Robbert Duval. Akademie dostala jednu z místností v budově Koorenhuis. Byla úspěšná a později změnila svůj název na Královská akademie umění, Haag, která existuje dodnes. Původní budova byla poškozena za druhé světové války, prošla rekonstrukcí a byla rozšířena. Mnoho originálních prací zakladatelů a raných členů je součástí dekorací budovy.

## Odkaz
Placení poplatků dalšímu cechu kromě Confrerie se ukázalo pro malíře jako příliš nákladné. Společnost Cech svatého Lukáše byla proto časem rozpuštěna. Confrerie existovala až do roku 1849, kdy se nová umělecká společnost Pulchri Studio založená roku 1847 ukázala jako moderní alternativa.